# Coloradomyia eucosmaphaga
Coloradomyia eucosmaphaga är en tvåvingeart som beskrevs av Arnaud 1963. Coloradomyia eucosmaphaga ingår i släktet Coloradomyia och familjen parasitflugor.
Artens utbredningsområde är Colorado. Inga underarter finns listade i Catalogue of Life.